# Ligne Anderson-Porras

La ligne Anderson-Porras est une frontière entre le Costa Rica et le Panama sur le versant Pacifique, qui va du sud au nord de Punta Burica (es) à Cerro Pando (es), dans la cordillère de Talamanca.

## Historique
Cette ligne, qui ressemble légèrement à celle du traité échoué Calvo-Herrán (es) de 1856 mais qui manquait de motivation juridique ou factuelle, est apparue dans le jugement controversé Loubet (es) de 1900, publié dans le but de régler la controverse frontalière entre le Costa Rica et la Colombie. La décision d'arbitrage prêtant à confusion du côté caribéen et n'ayant pas été exécutée, les plénipotentiaires du Costa Rica Luis Anderson Morúa (es) et du Panama Belisario Porras Barahona sont convenus de reconnaître comme valide et indubitable la ligne tracée par l'arrêt Loubet de la Punta Burica (es) au Cerro Pando (es) et soumettre l'interprétation du reste de la section à l'arbitrage du juge en chef de la Cour Suprême des États-Unis d'Amérique.
La ligne Anderson-Porras a été incorporée en 1941 dans le traité Echandi-Fernández (es), qui a définitivement résolu le problème des frontières.